# Available for Propaganda
Available for Propaganda è il quarto album in studio del gruppo musicale italiano Linea 77, pubblicato il 23 settembre 2005 dalla Earache Records.
Il brano Inno all'odio contenuto in questo album fa parte della colonna sonora del videogioco EA FIFA 06.

## Tracce
1. Fist – 3:06
2. I Thought Everything Was Alright – 3:18
3. Inno all'odio – 4:21
4. Charon – 3:12
5. Sleepless – 3:47
6. Evoluzione – 3:21
7. Lost in a Videogame – 4:45
8. Rotten Mouth & Broken Arms – 4:03
9. Squeal – 3:54
10. A.D.H.D. – 3:04
11. Therapia – 3:37
12. To Protect and Serve – 4:08

## Formazione
Gruppo
- Emi – voce, produzione
- Nitto – voce, produzione
- Chinaski – chitarra, produzione
- Dade – basso, produzione
- Tozzo – batteria, produzione

Produzione
- Dave Dominguez – produzione, registrazione, missaggio
- Dave Collins – mastering

## Classifiche
| Classifica (2005) | Posizione massima |
| ----------------- | ----------------- |
| Italia            | 9                 |